# والي دان
والي دان (بالإنجليزية: Wally Dunn)‏ هو مدرب خيول أمريكي، ولد في 4 ديسمبر 1911 في Minitonas ‏ في كندا، وتوفي في 21 أبريل 2004.